# روبرت هرمان شمبورك

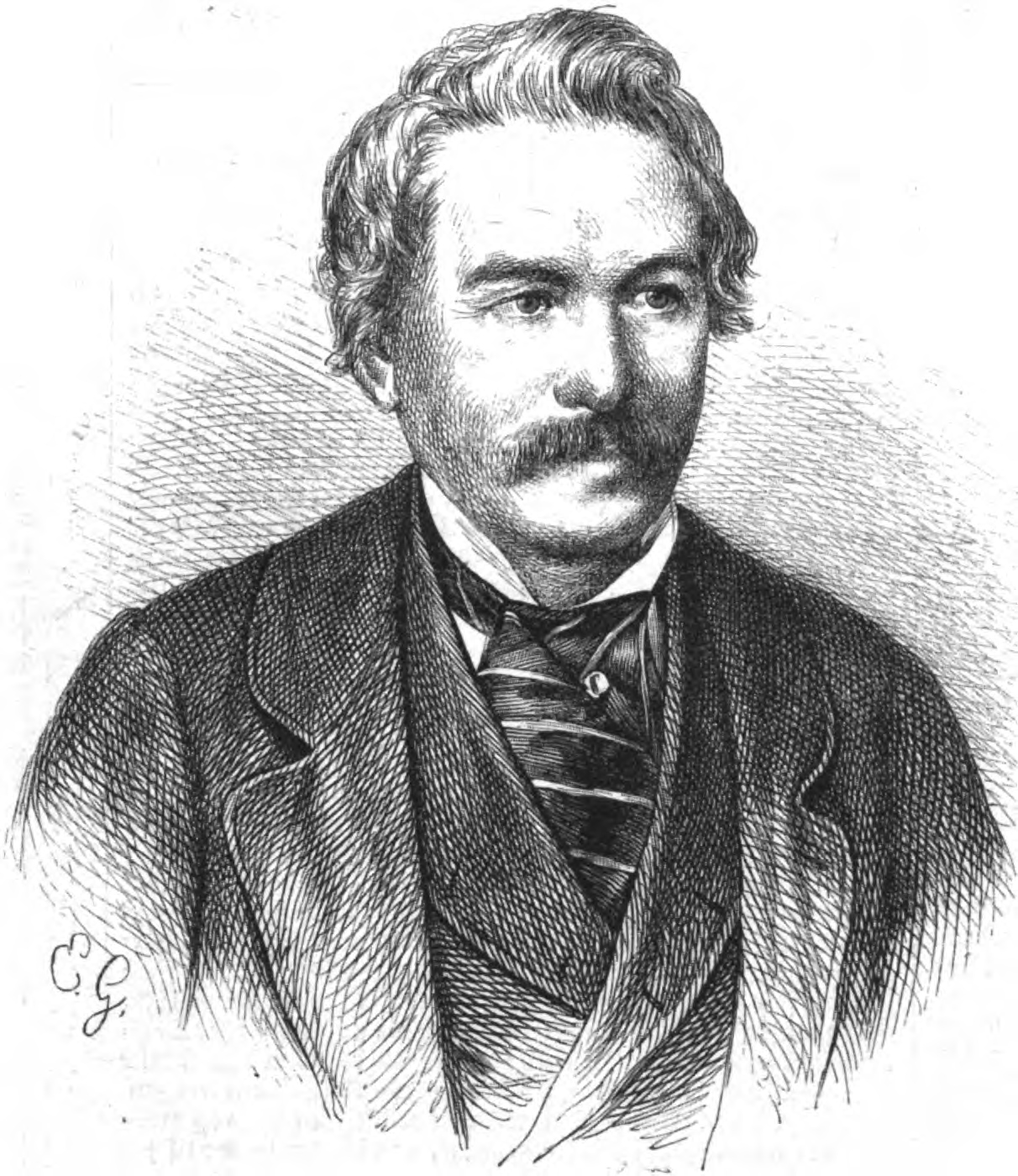
روبرت هرمان شمبورك

روبرت هرمان شمبورك (1804-1865) (بالإنجليزية: Robert Hermann Schomburgk)‏ هو عالم نبات ومستكشف ألماني المولد نفذ دراسات جغرافية وإثنولوجية نباتية في أمريكا الجنوبية وجزر الهند الغربية لصالح بريطانيا العظمى. وقد قام بمهمات البعثات الدبلوماسية أيضاً لبريطانيا العظمى في الدومينيكان وتايلاند.

## الاستكشاف
ساهم روبرت في وضع تفسير لأسطورة بحيرة باريمي وأنها في الواقع ليست إلا منطقة سافانا روبونوني بعد أن غمرت بفيضان موسمي.

## روابط خارجية
- روبرت هرمان شمبورك على موقع الموسوعة البريطانية (الإنجليزية)